# هاينريش ميرتنز
هينريتش ميرتنز هو سياسي ألماني، ولد في 6 فبراير 1906 في دوسلدورف في ألمانيا، وتوفي في 16 يونيو 1968 في النمسا. نشط حزبياً في الحزب الديمقراطي الليبرالي الألماني. وقد انتخب عمدة.